# Cerkiew św. Mikołaja w Dratowie

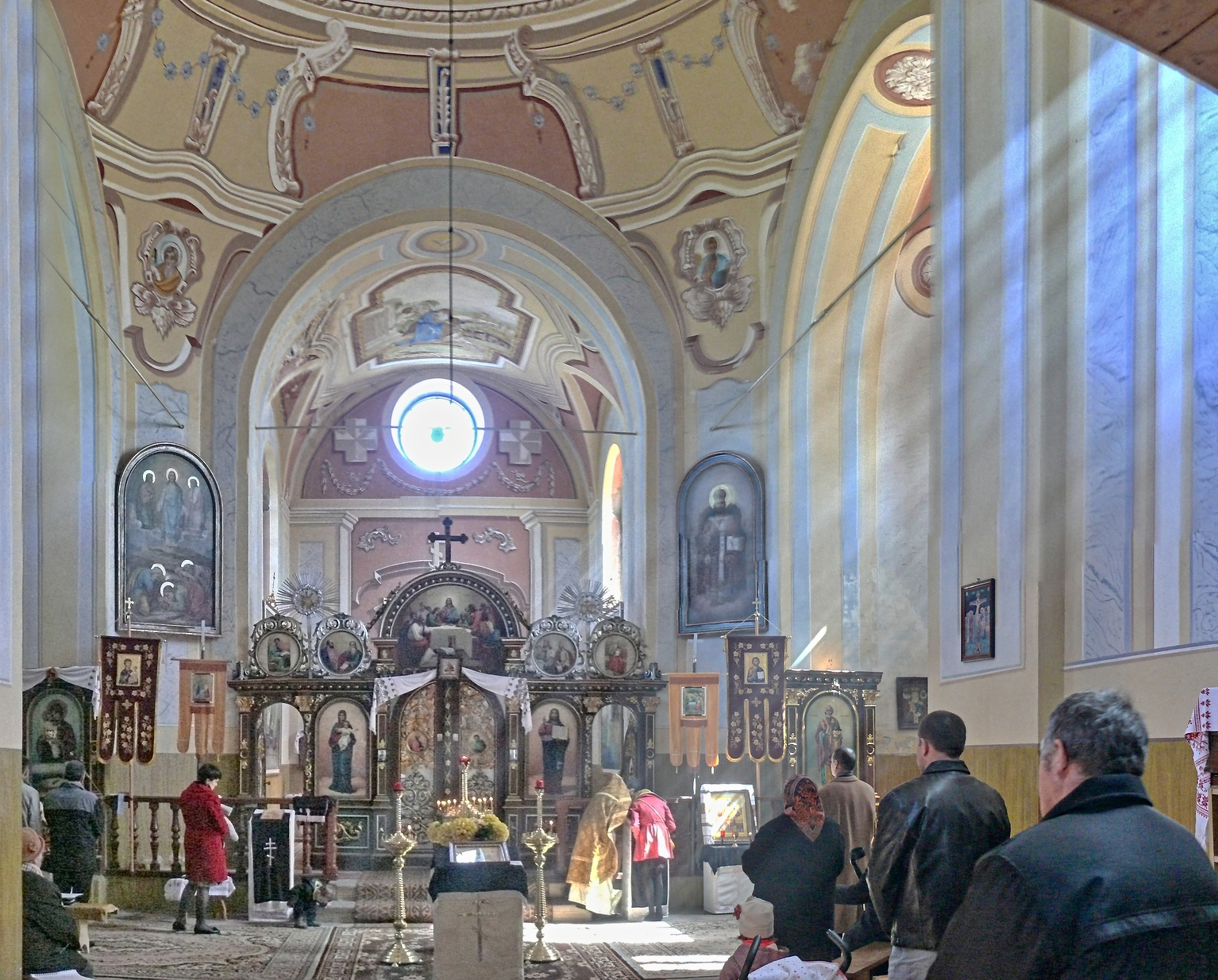
Wnętrze świątyni w czasie nabożeństwa

Cerkiew pod wezwaniem św. Mikołaja – prawosławna cerkiew parafialna w Dratowie. Należy do dekanatu Lublin diecezji lubelsko-chełmskiej Polskiego Autokefalicznego Kościoła Prawosławnego.
Pierwsza cerkiew w Dratowie powstała przed 1490. Siedzibą samodzielnej parafii stała się w kolejnym stuleciu. Należała wówczas do unickiej diecezji chełmskiej. W okresie przynależności placówki duszpasterskiej do unitów w Dratowie wzniesiono w XVIII oraz w 1870 dwie nowe świątynie, za każdym razem przyczyną budowy był zły stan techniczny starszej cerkwi. Obiekt sakralny stał się własnością Kościoła prawosławnego po likwidacji unickiej diecezji chełmskiej w 1875.
Współcześnie istniejąca cerkiew w Dratowie powstała w latach 1888–1889 według projektu Wiktora Syczugowa. Reprezentuje styl bizantyjsko-rosyjski, obowiązujący w rosyjskim budownictwie sakralnym II połowy XIX w. Obiekt był czynny od momentu konsekracji w 1889 do ewakuacji ludności prawosławnej w 1915 (bieżeństwo). Od 1923 ponownie był siedzibą parafii. Jej funkcjonowanie zamarło po zabójstwie proboszcza, ks. Stefana Maleszy, jakiego dokonało Gestapo 15 sierpnia 1942. W 1947, w związku z wywiezieniem ludności ukraińskiej wyznania prawosławnego, cerkiew została zamknięta. Porzucony obiekt sakralny zaczął ponownie pełnić funkcje liturgiczne w 1959. W latach 60. XX wieku oraz w latach 2007–2008 został gruntownie odnowiony.

## Historia

### Pierwsze cerkwie w Dratowie
Parafia prawosławna w Dratowie powstała w XVI w., jednak już przed 1490 w miejscowości istniała świątynia tego wyznania, stanowiąca filię parafii w Mogielnicy. Po zawarciu unii brzeskiej cała eparchia chełmska, do której należała parafia dratowska, przeszła do Kościoła unickiego razem ze swoim ordynariuszem biskupem Dionizym. Patronem cerkwi w Dratowie był św. Mikołaj Cudotwórca.

### Cerkiew unicka
Zachowały się protokoły inwentaryzacyjno-lustracyjne cerkwi z lat 1720, 1741 1774, 1814, 1821, 1836 i 1870. Opis unickiej świątyni z 1741 podaje, że jej fundatorem był Seweryn Rzewuski; obiekt ten nosił już inne od pierwotnego wezwanie Wprowadzenia Matki Bożej do Świątyni. W cerkwi funkcjonowały trzy ołtarze, odnotowano także obecność we wnętrzu ikonostasu.
Protokół wizytacji z 1836 opisuje świątynię jako obiekt w złym stanie technicznym, wymagający naprawy dachu i usunięcia zawilgoceń. Wydana została wówczas decyzja o budowie nowej świątyni. Z myślą o tej budowie od 1844 gromadzone były materiały, jednak ostatecznie planowanej inwestycji nie przeprowadzono i stara cerkiew pozostawała czynna do 1865, gdy była już na tyle zrujnowana, że budowniczy powiatowy zdecydował o jej zamknięciu w obliczu możliwości zawalenia. Budynek istniał jeszcze przez dwa lata. W 1867 został rozebrany; materiał z rozbiórki sprzedano. Trzy lata później unicki biskup chełmski Mychajło Kuzemśkyj zawarł w protokole wizytacji informację, iż odwiedzana przez niego cerkiew w Dratowie powstała na krótko przed jego przyjazdem do miejscowości. Nowa cerkiew w Dratowie ponownie była zbudowana z drewna. W 1875 unicka diecezja chełmska została zlikwidowana, a jej parafie, w tym dratowska placówka duszpasterska, włączone do Rosyjskiego Kościoła Prawosławnego.
25 kwietnia 1886 w czasie Świąt Wielkanocnych budynek poniósł pewne straty w pożarze. Dwa lata później w kolejnym pożarze całkowitemu zniszczeniu uległo wyposażenie świątyni, w tym ikony, ikonostas, księgi metrykalne oraz przedmioty przeniesione z cerkwi w Łęcznej zniszczonej w 1830. Inne źródło wymienia tylko jeden pożar, w 1886. W ciągu kolejnych trzech lat funkcje świątyni parafialnej w Dratowie pełniły zbudowana jeszcze w 1886 kaplica, a od stycznia 1887 także specjalne pomieszczenie w miejscowej szkole, które jednak udostępniano wiernym jedynie w okresie zimowym. Przy kompletowaniu wyposażenia dla obydwu obiektów parafię dratowską wsparło Bractwo Przenajświętszej Bogurodzicy działające przy soborze prawosławnym w Chełmie.

### 1889–1915
Murowana cerkiew w Dratowie została wybudowana w latach 1888–1889 (lub 1889–1890) według planów Wiktora Syczugowa dla liczącej ok. 1000 wiernych parafii w Dratowie. Budynek poświęcił w 1889 biskup lubelski Flawian. Prace dekoracyjne we wnętrzu obiektu trwały jeszcze do 1891. W 1913 do cerkwi uczęszczało ok. 1400 wiernych z Kaniwoli, Ludwina, Łęcznej, Dratowa i innych mniejszych wsi. Od 1912 świątynią opiekowali się mnisi z monasteru św. Onufrego w Jabłecznej.
W 1915, w wyniku działań wojennych, ludność prawosławna udała się w głąb Rosji (bieżeństwo). W 1915–1916 nieopodal Dratowa przebiegał front, a w cerkwi przez pewien czas mieścił się szpital polowy.

### W niepodległej Polsce
Do 1919 świątynia była nieczynna; nie została uwzględniona w wykazie cerkwi przeznaczonych do otwarcia sporządzonym w Ministerstwie Wyznań Religijnych i Oświecenia Publicznego. Mimo to roku następnego przez trzy kolejne lata cerkiew obsługiwał hieromnich Mitrofan (Stelmaszuk) z monasteru św. Onufrego w Jabłecznej, czyniąc to bez oficjalnej zgody lokalnych władz polskich. Od 1923 w Dratowie legalnie działała parafia należąca do dekanatu chełmskiego diecezji warszawsko-chełmskiej. Cerkiew w Dratowie była jej jedyną świątynią. Według innego źródła cerkiew dratowska była jedynie filią parafii w Syczynie. Oryginalne wyposażenie świątyni zostało wywiezione na bieżeństwo i nigdy nie znalazło się ponownie w obiekcie. Po 1919 wstawiono do niej nowy ikonostas nieznanego pochodzenia, dzwonów cerkiewnych nigdy nie odzyskano.
Cerkiew ocalała w czasie międzywojennej akcji rewindykacyjnej. W latach 30. XX wieku została nawet wyremontowana. Nie doznała również zniszczeń w czasie II wojny światowej, proboszcz ks. Stefan Malesza zdołał w 1940 przeprowadzić kolejny remont jej elewacji. Dwa lata później, 15 sierpnia 1942, duchowny i jego córka Olga zostali zamordowani przez Gestapo za przechowywanie uciekinierów z obozu pracy w Chełmie. Wydarzenie to sprawiło, że życie religijne w świątyni dratowskiej praktycznie zamarło, chociaż cerkwią formalnie opiekowali się kapłani z sąsiednich parafii. W latach 1943–1947 zniszczeniu uległ ikonostas w świątyni.
Świątynia została zamknięta w 1947, po rozpoczęciu akcji „Wisła”. Dzięki staraniom ks. Aleksego Baranowa otwarto ją ponownie w 1959 i od tego czasu opiekę nad cerkwią sprawują księża z parafii Przemienienia Pańskiego w Lublinie (parafia dratowska nie ma stałego proboszcza); nabożeństwa odbywają się w co drugą niedzielę. W 1970 wymieniono ikonostas, wstawiając tego typu konstrukcję pochodzącą z cerkwi w okolicach Przemyśla lub Łańcuta, według innego źródła – z Sanoka. Piętnaście lat później przeprowadzona została ponowna renowacja fresków, która stanowiła ostatnią fazę zainicjowanego jeszcze w latach 60. XX wieku remontu.
W latach 2002–2008 trwała kolejna generalna renowacja obiektu, której inicjatorem był arcybiskup lubelski i chełmski Abel, a głównym sponsorem – kopalnia węgla kamiennego w Bogdance. W jej ramach odnowione zostały elewacje świątyni, jak również osuszono fundamenty budynku, wzmocniono strop i kopuły. Od 2009 w sierpniu każdego roku w cerkwi i na cmentarzu odbywają się „Spotkania z prawosławiem” – impreza kulturalno-historyczna.
Cerkiew i cmentarz prawosławno-unicki w Dratowie zostały wpisane do rejestru zabytków 31 października 1989 pod nr A/986/1-3. Na cmentarzu parafialnym pochowany jest pisarz i poeta Andrzej Łuczeńczyk oraz rozstrzelani przez hitlerowców proboszcz parafii dratowskiej ks. Stefan Malesza z córką Olgą.

## Położenie

Panorama cerkwi w Dratowie od strony wejścia, sierpień 2016

Cerkiew zlokalizowana jest poza wschodnią granicą wsi Dratów, ok. 200 metrów na zachód od miejsca, gdzie znajdowała się najstarsza świątynia prawosławna w miejscowości. W miejscu tym obecnie (XXI w.) wznosi się pomnik upamiętniający zabitych podczas polskiej demonstracji patriotycznej w 1918, obok znajduje się zabytkowy budynek plebanii. Z kolei 200 metrów na wschód od budynku cerkwi zlokalizowany jest czynny parafialny cmentarz otwarty dla pochówków prawosławnych i katolickich. W bezpośrednim sąsiedztwie placu z cerkwią znajduje się z kolei rosyjsko-niemiecki cmentarz wojenny z okresu I wojny światowej. Pochowani są na nim żołnierze polegli w rejonie Dratowa między 7 a 20 sierpnia 1915 oraz ci, którzy zmarli w polowym szpitalu, na który w czasie wojny zaadaptowano cerkiew dratowską.
Pierwotnie świątynię otaczał lipowy drzewostan: 24 drzewa zostały posadzone w bezpośrednim sąsiedztwie cerkwi, zaś dalsze 24 – w alei dojazdowej do cerkwi. Burze w 2007 i podeszły wiek drzew sprawiły, że pozostało z nich kilkanaście okazów.

## Architektura

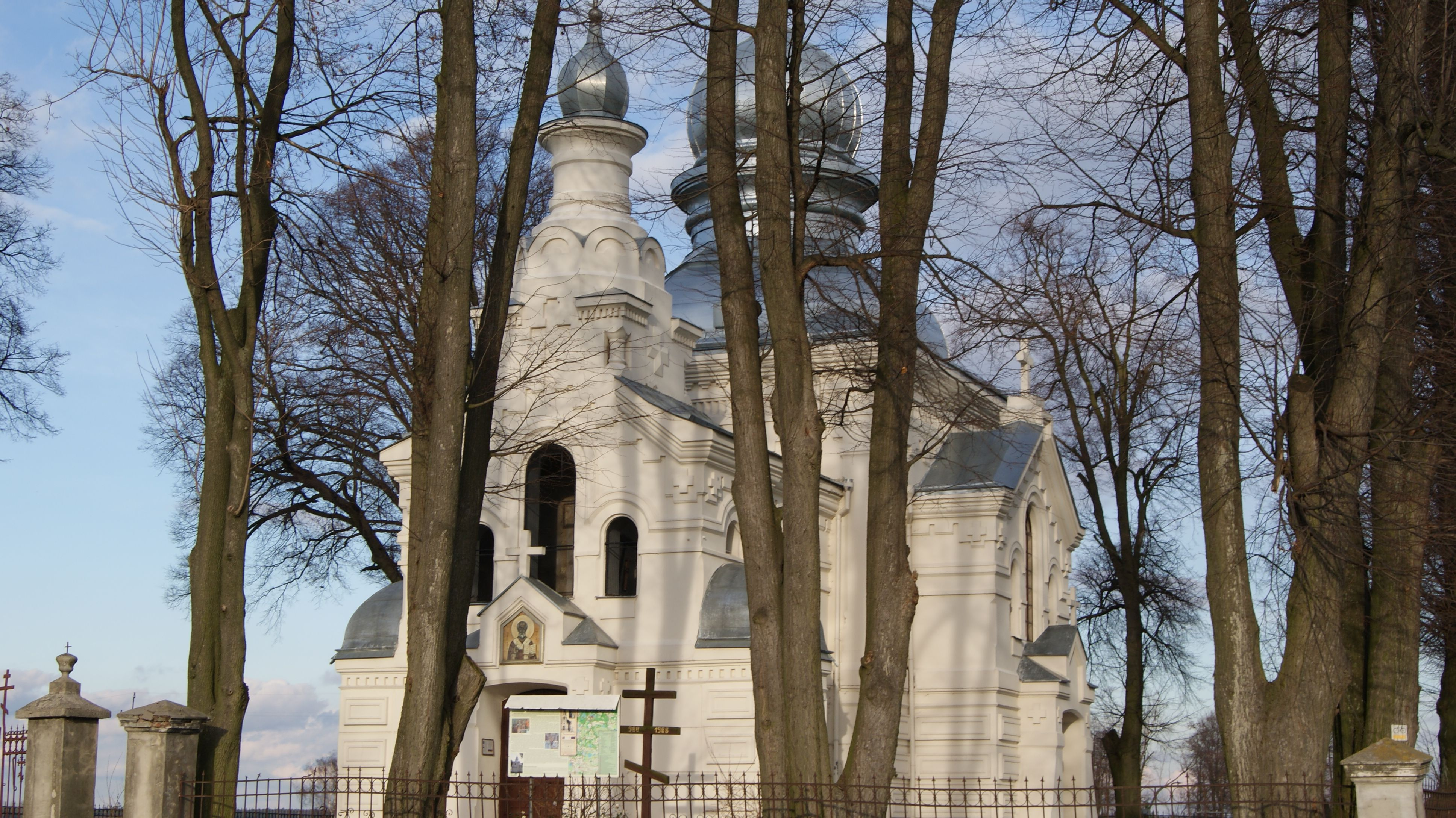
Widok ogólny cerkwi

Cerkiew reprezentuje styl bizantyjsko-rosyjski, określany niekiedy w źródłach jako „rosyjski”. Przeznaczona jest dla równoczesnego udziału w nabożeństwie ok. 700 osób. Cerkiew zbudowana jest na planie krzyża. Jest to budowla trójdzielna z kwadratową krytą czteropołaciowym dachem nawą. Dach ten wieńczy cebulasta kopuła na cylindrycznym bębnie. Ramiona krzyża mają formę prostokątnych ryzalitów. Pomieszczenie ołtarzowe jest również prostokątne; zamyka je poligonalna absyda. Dzwonnica cerkiewna zlokalizowana jest nad prostokątnym przedsionkiem. Wieńczy ją cebulasta kopuła na bębnie o analogicznym kształcie, jak w przypadku kopuły nad nawą. Na tle innych świątyń wzniesionych na ziemi chełmskiej według projektów Wiktora Syczugowa cerkiew w Dratowie, obok cerkwi w Radczu wyróżnia się bogactwem dekoracyjnego detalu na fasadzie. Bryłę budynku obiega kilka rzędów fryzów, podwójne są także obramowania okien w cerkwi, harmonijnie przechodzące w kordonowe gzymsy.
Wszystkie ikony znajdujące się w świątyni są kopiami, gdyż świątynia była wielokrotnie okradana. Powstały one w Turkowicach. Niezachowany pierwszy ikonostas cerkwi powstał w pracowni Sikorskiego w Petersburgu. Ikonostas umieszczony w świątyni po II wojnie światowej jest dwurzędowy. W dolnym rzędzie znajdują się ikony Matki Bożej oraz Chrystusa, w górnym – postacie Ewangelistów oraz Świętych Piotra i Pawła, jak również scena Ostatniej Wieczerzy. Nad królewskimi wrotami znajduje się niewielka ikona Matki Bożej.
Polichromie malowali w XX w. Julian Mizerski i ks. Jerzy Ignaciuk. Fresk nad częścią ołtarzową świątyni ilustruje przypowieść o synu marnotrawnym.